# Saint Thomas (parafia)
St. Thomas – parafia na wyspie Barbados, w centralnej części wyspy. Jest jedną z dwóch, obok parafii Saint George, która nie ma dostępu do morza.